# San José de Orquera
San José de Orquera es una pequeña localidad argentina de la provincia de Salta, en el departamento Metán.

## Población
Contaba con 184 habitantes (Indec, 2001), lo que representa un descenso del 11,1% frente a los 207 habitantes (Indec, 1991) del censo anterior.

## Historia
San José de Orquera toma su nombre de la imagen de San José que dona a la iglesia la familia Orquera. Originalmente se llamaba San José de los Orquera.

## Localización
San José de Orquera queda a 200 km aproximadamente de la ciudad de Salta, capital de la provincia homónima.

## Sismicidad
La sismicidad del área de Salta es frecuente y de intensidad baja, y un silencio sísmico de terremotos medios a graves cada 40 años